# Municipio de Tsalka
El municipio de Tsalka (en georgiano: წალკის მუნიციპალიტეტი; en griego: Δήμος Τσάλκας; en armenio: Ծալկայի Շրջան) es un municipio en el centro de Georgia perteneciente a la región de Baja Iberia. El área total del municipio es 1051 kilómetros cuadrados y su centro administrativo es Tsalka. La población era 18.849, según el censo de 2014.

## Geografía
El municipio de Tsalka limita al este con el municipio de Tetritskaro y al sureste con el municipio de Dmanisi, ambos también en la región del Baja Iberia, del suroeste al noroeste con los municipios de Ninotsminda, Ajalkalaki y Boryomi en la región de Mesjetia-Yavajetia y en el norte hasta el municipio de Gori y por un corto tramo hacia el noreste hasta el municipio de Kaspi, ambos en la región de Iberia interior.
El territorio incluye la meseta de Tsalka de 1500-1700 m de altura y las cadenas montañosas adyacentes. En el norte, se encuentran la cordillera Trialeti, que tienen el pico más alto de esta sección, el Ardshevani (2758 m); el oeste es ocupado por la parte norte de las montañas Samsara y al este, las montañas de Yavajetia.

## Historia
Después del colapso del reino medieval de Georgia en el siglo XVI, el área del municipio perteneció al reino de Iberia, luego a Kartli-Kajetia, que se unió en 1762. Aunque pertenecía al Imperio ruso desde 1801, formó la parte noroeste del uyezd de Borjali en la gobernación de Tiflis, que estaba habitada predominantemente por armenios, azerbaiyanos (en ese momento, al igual que otros grupos étnicos de habla turca, conocidos como tártaros) y griegos.
Después de que uyezd siguiera existiendo en los primeros años de la Unión Soviética, el raión de Tsalka independiente se escindió en 1930. De 1963 a 1965, el raion se disolvió temporalmente y su área se agregó al raion adyacente oriental Tetritskaro. 
Después de que Georgia obtuviera la independencia, el raion se asignó a la recién formada región de Baja Iberia en 1995 y se convirtió en municipio en 2006. En 2006, Temur Lomsadze, principal asesor del Ministro de Estado de Georgia sobre resolución de conflictos, afirmó que la región de Tsalka podría convertirse en un lugar de residencia para los turcos mesjetios deportados de Georgia en 1944.

## Política
La asamblea municipal de Tsalka (en georgiano: წალკის საკრებულო) es un órgano representativo en el municipio de Tsalka, que consta de 30 miembros que se eligen cada cuatro años. La última elección se llevó a cabo en octubre de 2021 y la ganó Ilia Sabadze del Sueño georgiano.
| Partido político | Partido político                    | 2017 | 2021 |
| ---------------- | ----------------------------------- | ---- | ---- |
|                  | Sueño georgiano                     | 38   | 20   |
|                  | Movimiento Nacional Unido           | 2    | 6    |
|                  | Constructor de Estrategia           | 1    | 1    |
|                  | Progreso y Libertad                 |      | 1    |
|                  | Para Georgia                        |      | 1    |
|                  | Independientes                      | 2    | 1    |
|                  | Georgia Europea                     | 1    |      |
|                  | Alianza de los Patriotas de Georgia | 1    |      |
| Total            | Total                               | 45   | 30   |

## División administrativa
El municipio consta de 2 dabas, 40 pueblos (sopeli), y hay una ciudad, Tsalka. Las dos dabas de Tsalka son: Bediani, Trialeti. Los pueblos son: Aiazmi, Ajalsheni, Akenda, Ardzhevan-Sarvani, Ashkala, Avranlo, Bareti, Berta, Beshtasheni, Burnasheti, Chivtkilisa, Cholmani, Chrdilisubani, Darakoi, Dashbashi, Dzhinisi, Guedaklari, Gumbati, Imera, Jachkoi, Jando, Jramjesi , Kaburi, Kavta, Kizilkilisa, Kojta, Kushchi, Kvemo Jaraba, Livadi, Minsazkendi, Nardevani, Ozni, Reja, Sabechisi, Sakdrioni, Samadlo, Sameba, Santa, Tazajaraba, Tarsoni, Tedzhisi, Tiklisa, Tsintskaro.

## Demografía
El municipio de Tsalka ha tenido una disminución de población desde 1989, teniendo hoy sobre el 39% de los habitantes de entonces.
| Población del municipio de Tsalka                                      | Población del municipio de Tsalka | Población del municipio de Tsalka | Población del municipio de Tsalka | Población del municipio de Tsalka | Población del municipio de Tsalka | Población del municipio de Tsalka | Población del municipio de Tsalka | Población del municipio de Tsalka | Población del municipio de Tsalka | Población del municipio de Tsalka | Población del municipio de Tsalka |
|                                                                        | 1897                              | 1922                              | 1926                              | 1939                              | 1959                              | 1970                              | 1979                              | 1989                              | 2002                              | 2014                              | 2021                              |
| ---------------------------------------------------------------------- | --------------------------------- | --------------------------------- | --------------------------------- | --------------------------------- | --------------------------------- | --------------------------------- | --------------------------------- | --------------------------------- | --------------------------------- | --------------------------------- | --------------------------------- |
| Municipio de Tsalka                                                    | -                                 | -                                 | -                                 | 40 286                            | 45 600                            | 50 471                            | 48 580                            | 44 187                            | 20 888                            | 18 849                            | 19 679                            |
| Ciudad de Tsalka                                                       | -                                 | -                                 | -                                 | 964                               | 7065                              | 5819                              | 6245                              | 8043                              | 1741                              | 2326                              |                                   |
| Datos: Estadística de población de Georgia desde 1897 hasta hoy. Nota: |                                   |                                   |                                   |                                   |                                   |                                   |                                   |                                   |                                   |                                   |                                   |

La población está compuesta por un 47% de georgianos, mientras que los armenios son el 38,84% y los griegos sólo el 7%.
|              | 1939      | 1939       | 1959      | 1959       | 2002      | 2002       | 2014      | 2014       |
| Grupo étnico | Población | Porcentaje | Población | Porcentaje | Población | Porcentaje | Población | Porcentaje |
| ------------ | --------- | ---------- | --------- | ---------- | --------- | ---------- | --------- | ---------- |
| Georgianos   | 1142      | 2,8%       | 1.498     | 3,3%       | 2510      | 12,01%     | 8802      | 46,7%      |
| Rusos        | 2047      | 5,1%       | 1018      | 2,2%       | 125       | 0,6%       | 49        | 0,26%      |
| Ucranianos   | 2047      | 5,1%       | 121       | 0,3%       | 3         | 0,01%      | 8         | 0,04%      |
| Armenios     | 11 726    | 29,1%      | 12 720    | 27,9%      | 11 484    | 54,98%     | 7321      | 38,84%     |
| Griegos      | 21 992    | 54,6%      | 28 227    | 61,9%      | 4589      | 21,97%     | 1304      | 6,92%      |
| Azeríes      | 1724      | 4,3%       | 1719      | 3,8%       | 1992      | 9,54%      | 1316      | 6,98%      |
| Osetios      | 91        | 0,2%       | 128       | 0,3%       | 18        | 0,08%      | 13        | 0.06%      |
| Yazidíes     | -         | -          | -         | -          | 2         | 0,01%      | 4         | 0,02%      |
| Abjasios     | -         | -          | -         | -          | 2         | 0,01%      | 1         | 0,01%      |
| Judíos       | 21        | 0,1%       | 7         | 0,1%       | -         | -          | -         | -          |
| Kurdos       | 3         | 0,1%       | 3         | 0,1%       | -         | -          | -         | -          |
| Alemanes     | 1426      | 3,5%       | -         | -          | -         | -          | -         | -          |
| Lezguinos    | 3         | 0,1%       | -         | -          | -         | -          | -         | -          |
| Asirios      | 3         | 0,1%       | -         | -          | -         | -          | -         | -          |
| Otros        | -         | -          | -         | -          | -         | -          | -         | -          |
| Total        | 40 286    | 100%       | 45 600    | 100%       | 20 888    | 100%       | 18 849    | 100%       |

Hasta hace poco, el municipio era conocido por la presencia de griegos en Tsalka y su municipio. En 1939, los griegos representaban el 54,6% y en 2014, sólo el 7%. De los 46 asentamientos en 1989, 28 eran predominantemente griegos, 13 armenios, 4 azerbaiyanos y 1 georgiano. Los asentamientos griegos incluían la ciudad de Tsalka y los pueblos de Bediani y Trialeti.

## Infraestructura

### Transporte
La carretera principal internacional S11 atraviesa el municipio de Ninotsminda a través de su ciudad principal, viniendo de Ajaltsije vía Ajalkalaki a la frontera armenia en dirección a Guiumri, que también forma parte de la ruta europea 691. En Ninotsminda, la carretera nacional Sch31 (შ31 ) se bifurca a través de Tsalka y Tetritskaro hasta la S6 entre Tiflis y Marneuli.
A través de Tsalka pasa la línea ferroviaria Marabda-Ajalkalaki, que Turquía al extenderla hasta Kars y formar parte de la nueva conexión ferroviaria entre Azerbaiyán y Turquía (Bakú-Tiflis- Kars).
De este a suroeste, el municipio está atravesado por la carretera nacional Sh31 (შ31), que parte de la carretera principal internacional S6 entre Tiflis y Marneuli y continúa hasta Ninotsminda. Desde Tsalka en dirección sureste, primero a través del desfiladero de Trialeti, la carretera nacional Sch33 (შ33) discurre en dirección a Tetritskaro-Marneuli. No hay conexiones por carretera hacia el norte a través de las Montañas Trialeti en la Llanura Interior de Kartelia o hacia el oeste en el valle del Kurá en el área de Boryomi-Bakuriani. 

## Galería

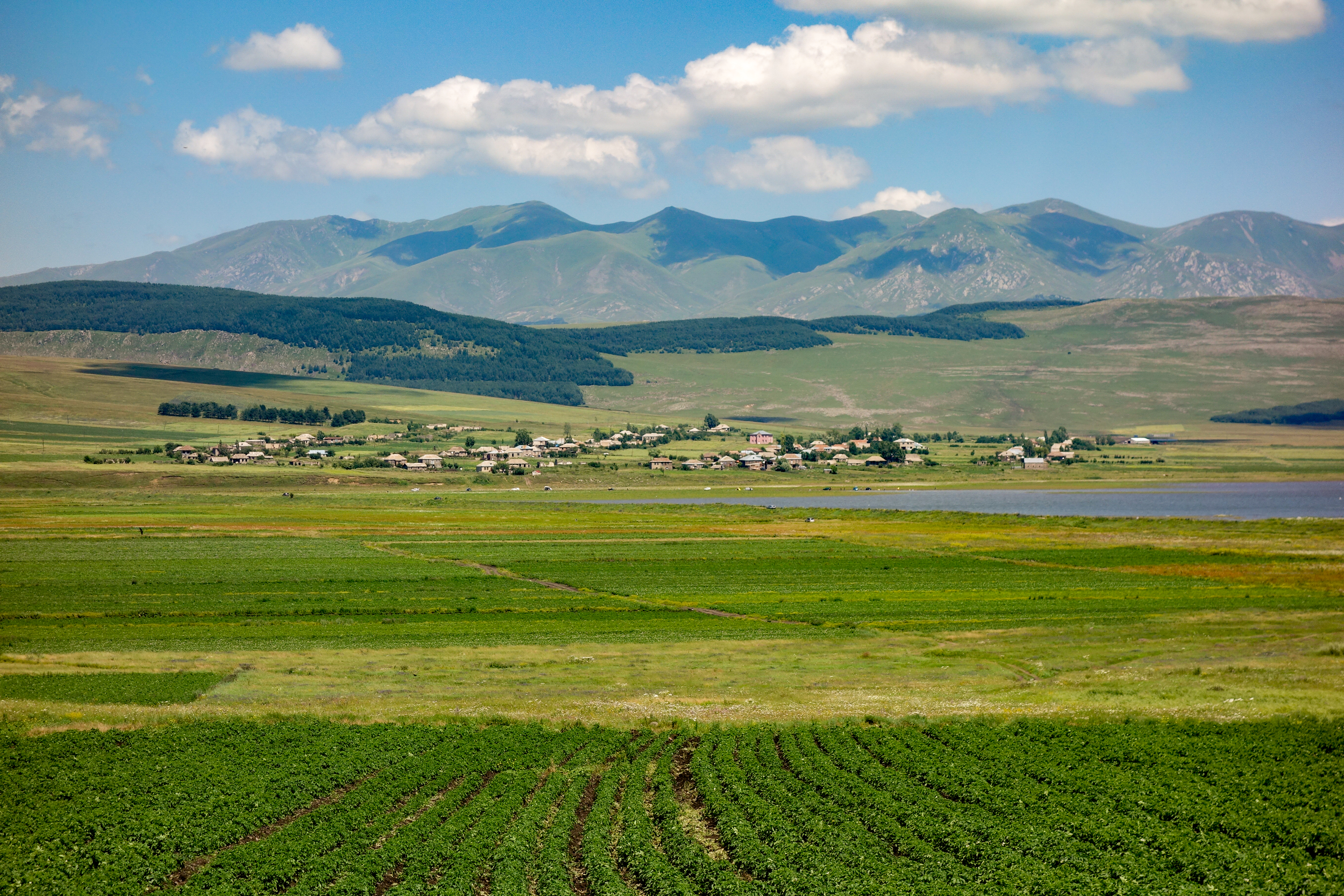
Pueblo de Tsintskaro
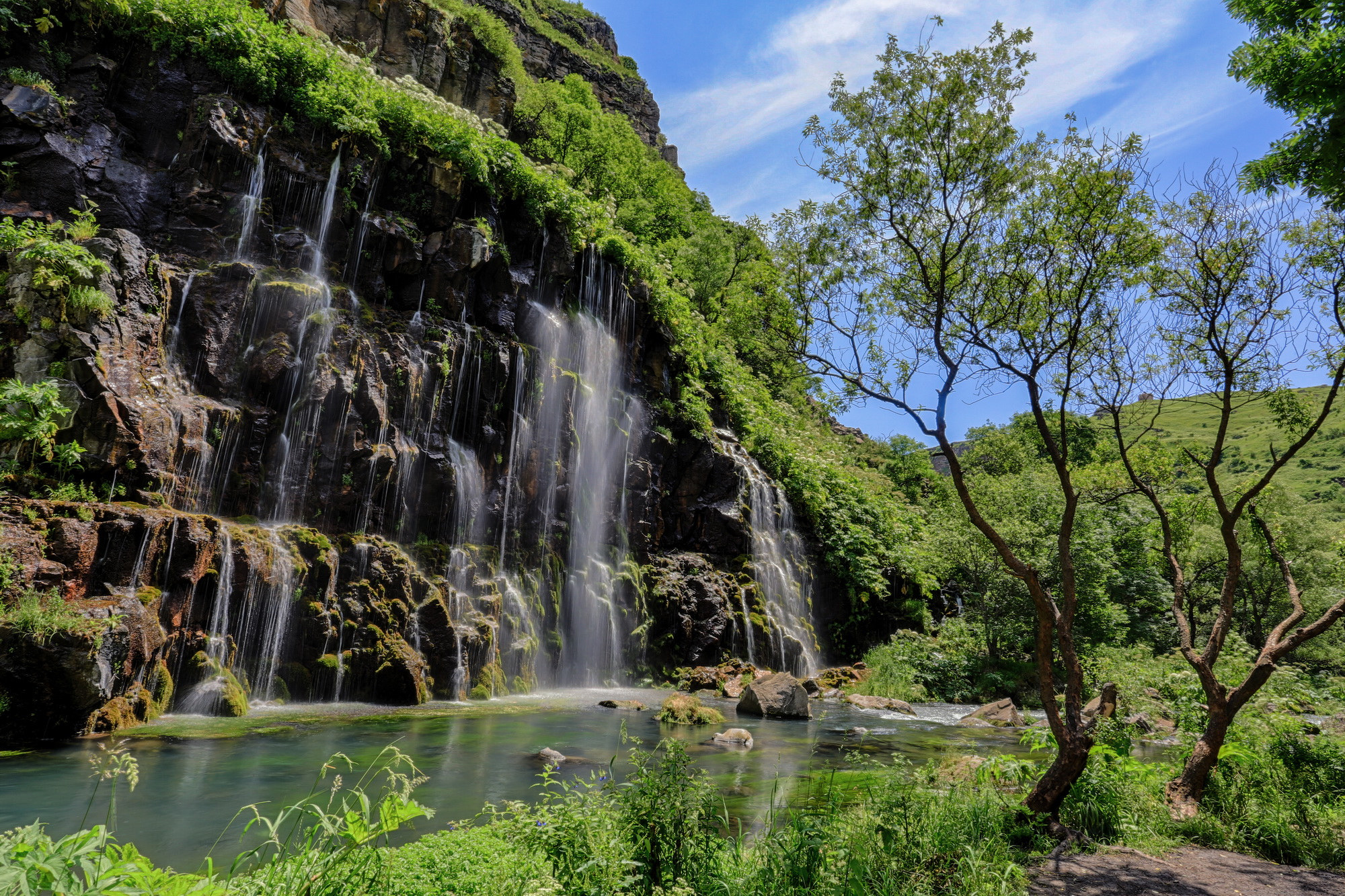
Monumento natural cañon de Dashbashi
Iglesia de Ayazma
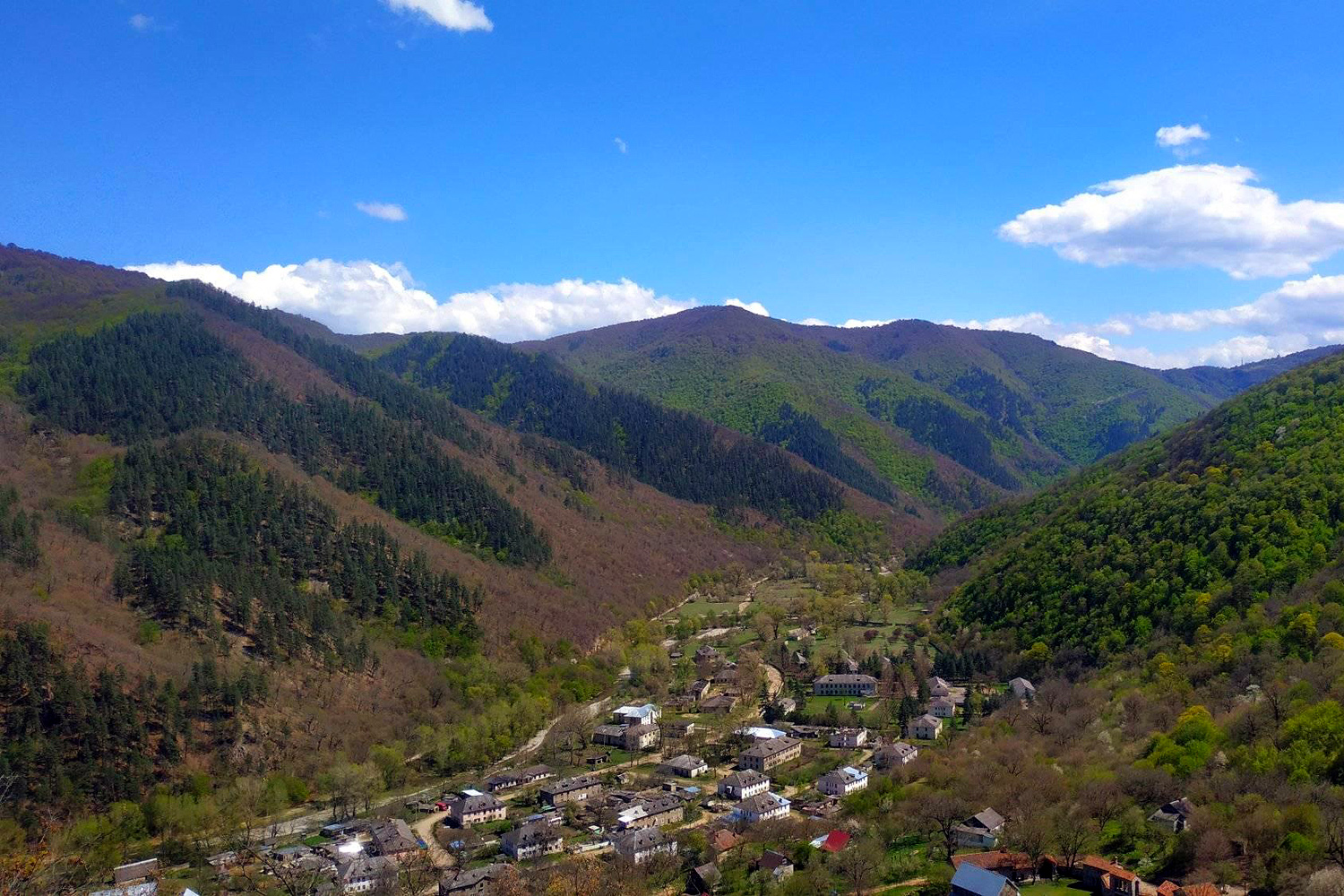
Vista de Bediani
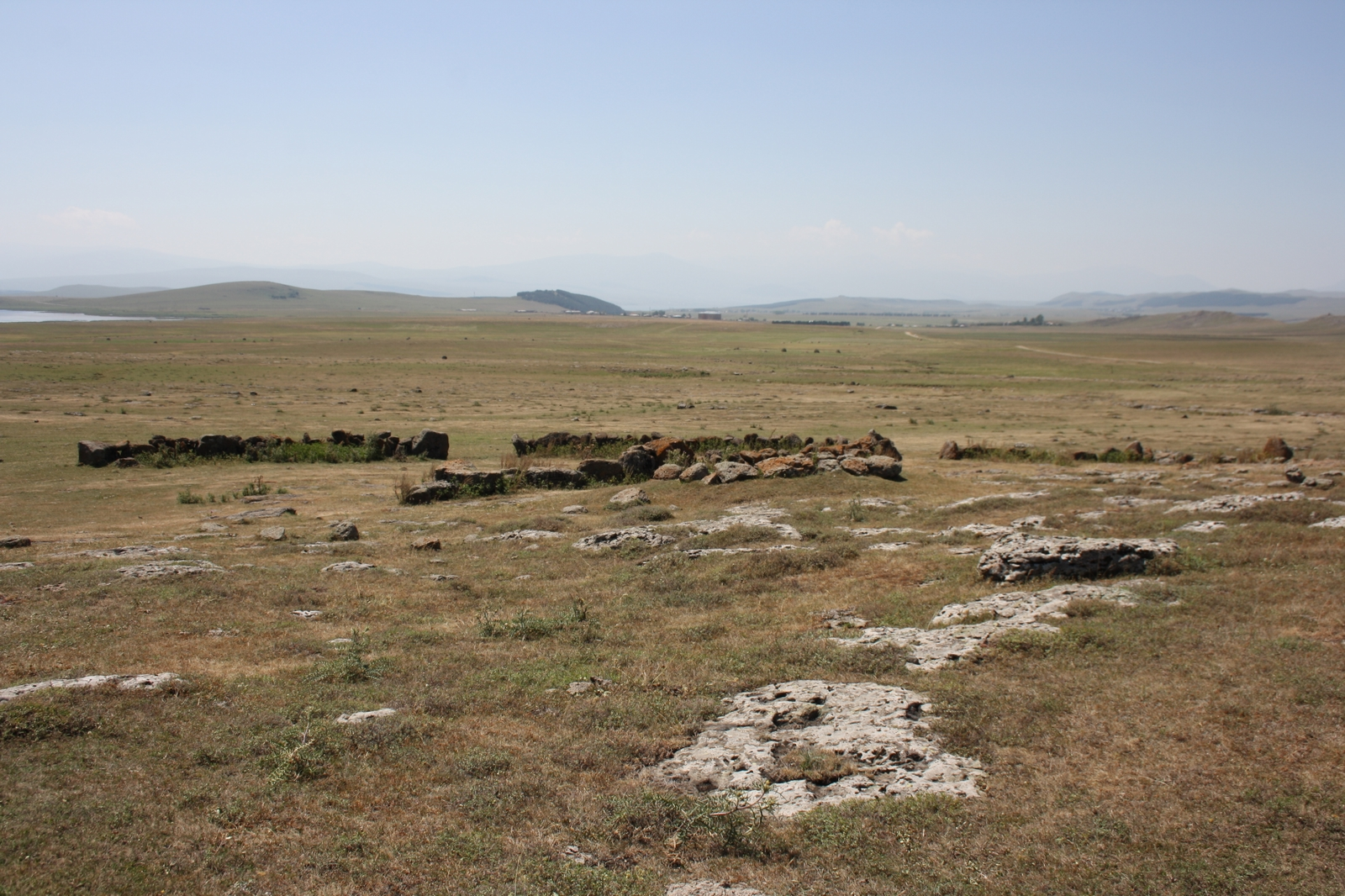
Círculos de piedra de Bareti